# Regenrückhaltebecken

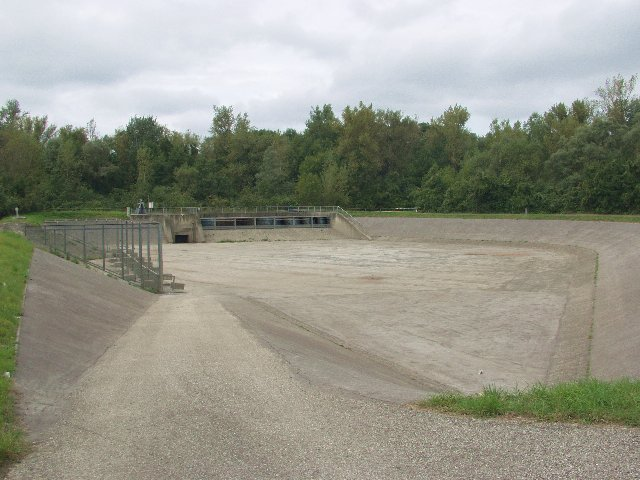
Regenrückhaltebecken der Linz AG beim Weikerlsee, Linz, Fassungsvermögen rund 18.000 m³

Ein Regenrückhaltebecken (RRB) ist ein künstlich angelegtes Rückhaltebecken, um kurzfristig in großen Mengen anfallendes Niederschlagswasser vorübergehend zu speichern, damit es verlangsamt in den nachfolgenden Vorfluter (Entwässerungskanal) eingeleitet wird. Man findet es häufig in Städten und an Autobahnen, wo die Entwässerung großer Flächen ohne eine Zwischenspeicherung zu einer Überlastung der nachfolgenden Entwässerungssammelleitung führen würde. Im Gegensatz zum Hochwasserrückhaltebecken liegen Regenrückhaltebecken nicht in oder an einem Flusslauf.
Während ein Regenüberlauf (in Österreich auch Regen- oder Mischwasserentlastung genannt) nur die Trennung in den Zufluss zur Kläranlage (7- bis 15-facher Schmutzwasserabfluss) und die Entlastung zum Gewässer erlaubt, wird im Rückhaltebecken die abgezweigte Wassermenge in der Speicherkammer zwischengespeichert und verzögert weitergegeben (Fangbecken) oder nach mechanischer Reinigung in den Vorfluter geleitet (Durchlaufbecken).

## Technische Merkmale

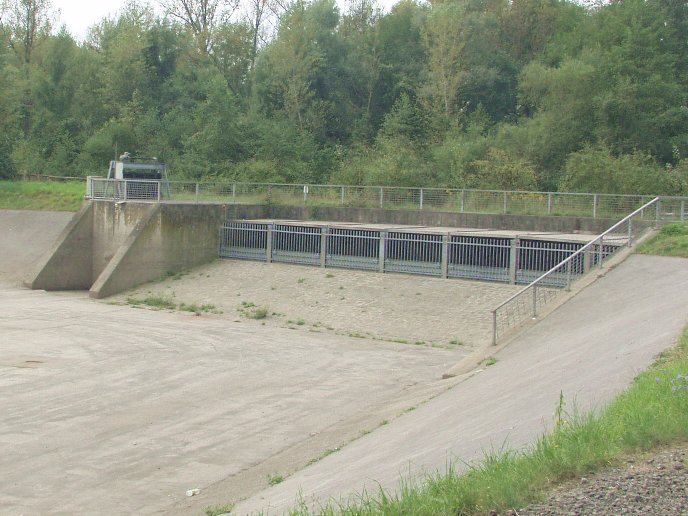
Ab- und Einlaufbauwerk

Regenrückhaltebecken werden in Erd- und Betonbauweise errichtet. Vorteile der Erdbauweise sind die geringeren Baukosten und die mögliche naturnahe Gestaltung. Vorteil der Betonbauweise ist der geringere Platzbedarf; das Becken kann auch unterirdisch errichtet werden.
Regenrückhaltebecken besitzen meist ein Nutzvolumen von 150–250 Kubikmeter je angeschlossenem Hektar befestigter Fläche, je nach örtlichen Verhältnissen aber auch mehr oder weniger.
Ähnlich wie bei den oben beschriebenen Hochwasserrückhaltebecken gibt es auch bei den Regenrückhaltebecken Anordnungen im Hauptschluss oder im Nebenschluss; bei letzterem fließt der ständige Wasserfluss am Becken vorbei und eine Teilmenge wird bei Hochwasser ins Becken umgeleitet.

### Regenrückhaltebecken in Deutschland

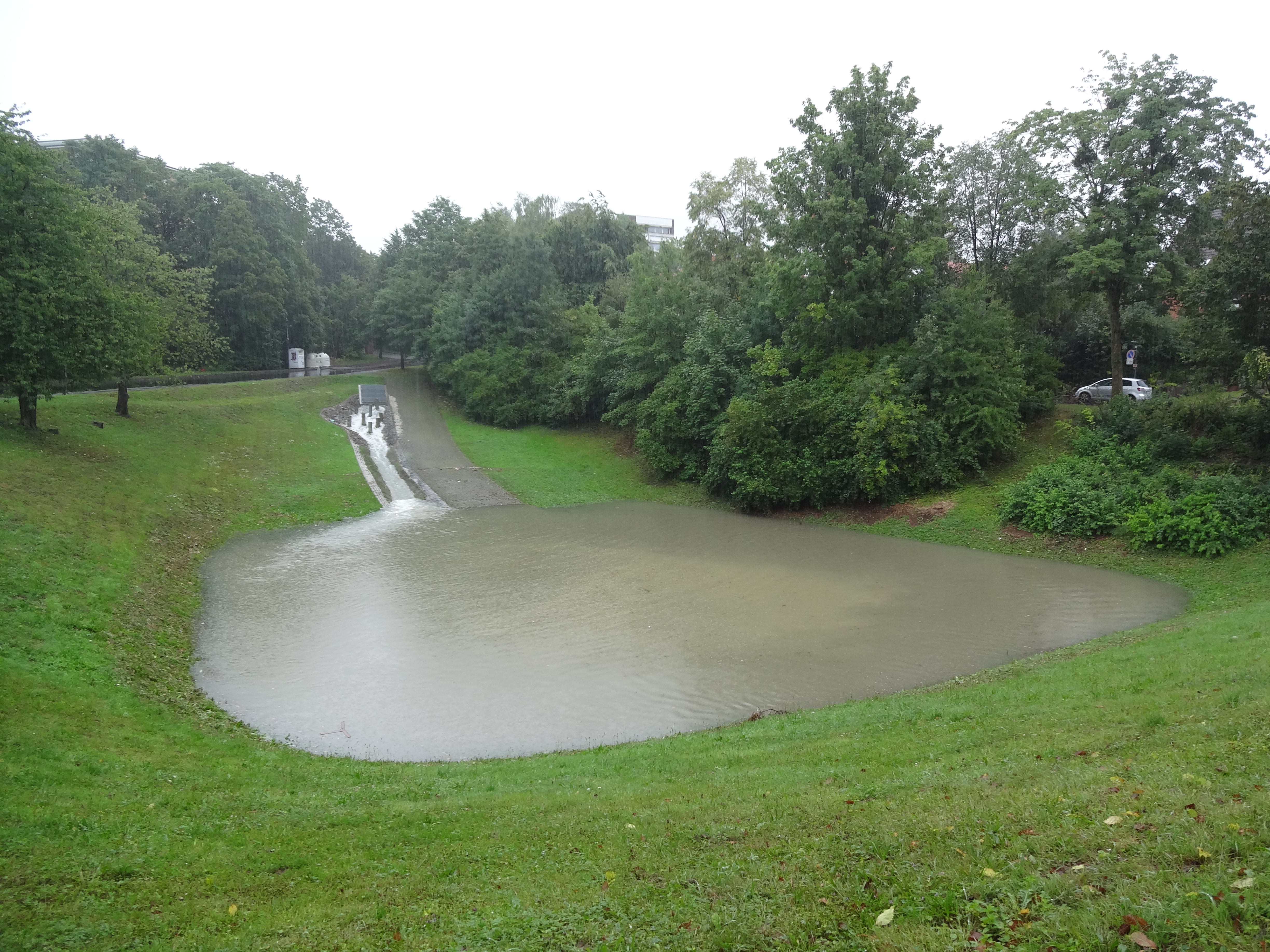
Rückhaltebecken (≈3000 m³) in Funktion

Regenüberlaufbecken erhalten in Deutschland im Allgemeinen 20–30 Kubikmeter, in Einzelfällen auch 40 und mehr Kubikmeter Nutzvolumen je Hektar angeschlossener befestigter Fläche. Üblicherweise entlasten Regenüberlaufbecken in Deutschland circa 30 bis 40 Mal pro Jahr. In anderen Ländern können andere Standards üblich sein.
2002 waren in Deutschland etwa 24.000 Regenrückhaltebecken in Betrieb.
Im Schnitt wird in Baden-Württemberg von einem Überlaufbecken 20- bis 25-mal pro Jahr in Bäche und Flüsse eingeleitet. Bis zu 30 Mal sind es in Thüringen. In Berlin sind es 46 Mal.

## Unterirdische Regenrückhaltebecken

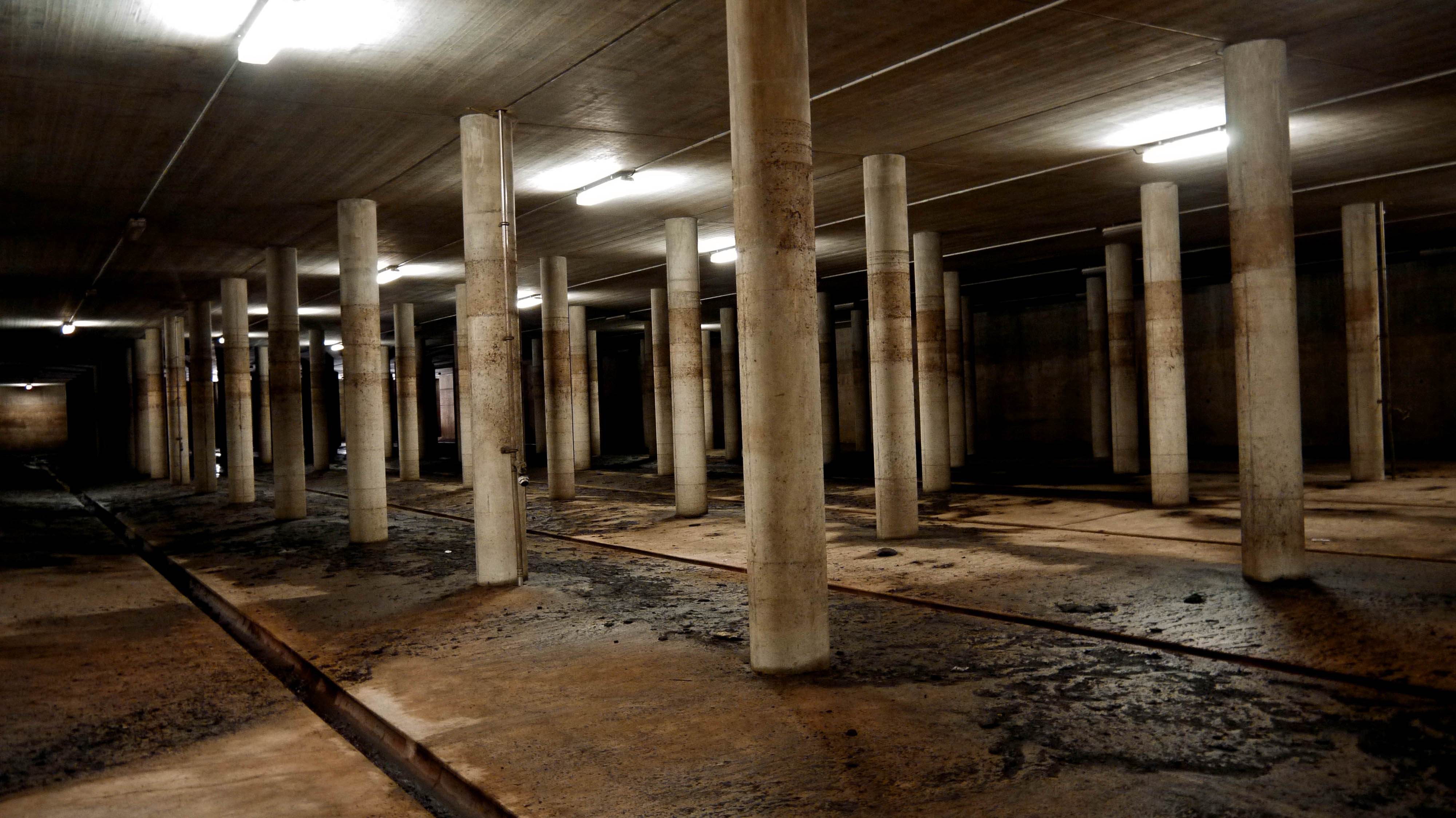
Unterirdisches Regen-Rückhaltebecken in München

Unterirdische Regenrückhaltebecken sind künstlich angelegte große Kammern, die bei Starkregen geflutet werden und häufig für 20 Minuten Starkregen ausgelegt sind.
Während des Füllvorgangs mit Flüssigkeit entweicht Raumluft über Abluftschächte nach außen ins Freie. Um den Druckunterschied auch bei raschem Füllen gering zu halten, muss die Querschnittsfläche der Luftführung ausreichend groß dimensioniert sein. Wird die Kammer später wieder geleert, kehrt sich die Richtung der Luftströmung um.
Wie generell in Abwasserkanälen mit freiem Flüssigkeitsspiegel haben Luftschächte auch hier die Funktion, dass sich der Wasserspiegel hydraulisch, also unter dem Fließgefälle einstellen kann. Des Weiteren soll die Qualität der Gasphase darüber sowohl nichtexplosiv (Faulgas Methan, Abdunsten von Verunreinigung mit flüchtigen brennbaren Stoffen plus Sauerstoff aus der Luft), als auch atembar bleiben.
In Graz wird seit 2018 ein Zentraler Speicherkanal gebaut. Die 2 parallelen Stränge sind längs jeweils in zahlreiche Kammern gegliedert und verlaufen teilweise unter der Sohle des Flussbetts der Mur und unterhalb des zeitgleich gebauten Kraftwerks Graz-Puntigam auch in der Murböschung.